# 러시아의 우크라이나 침공의 무력 충돌 목록
다음은 2022년 러시아의 우크라이나 침공의 무력 충돌 목록이며, 이 목록에는 육해공 전투, 작전, 방어선, 공성전 등이 포함되어 있다. '군사 작전'은 일반적으로 넓은 영역과 장기간에 걸쳐 수행되는 광범위한 전략 작전을 의미한다. 한편 '전투'는 일반적으로 특정 지역에 국한된 짧은 기간과 특정 기간에 걸친 격렬한 전투를 의미한다. 그러나, 이러한 사건들의 이름을 붙일 때 사용되는 용어들은 일관성이 없다.

## 2월

우크라이나의 군사 정세.

| 시작일          | 종료일          | 명칭                    | 공세              | 결과                      |
| --------------- | --------------- | ----------------------- | ----------------- | ------------------------- |
| 2022년 2월 24일 | 2022년 2월 25일 | 즈미이니섬 전투         | 빈칸              | 러시아의 승리             |
| 2022년 2월 24일 | 2022년 3월 2일  | 헤르손 전투             | 헤르손 공세       | 러시아의 승리             |
| 2022년 2월 24일 | 2022년 5월 16일 | 마리우폴 공방전         | 동우크라이나 공세 | 러시아의 승리             |
| 2022년 2월 24일 | 2022년 2월 25일 | 호스토멜 공항 전투      | 키이우 공세       | 러시아의 승리 그리고 후퇴 |
| 2022년 2월 24일 | 2022년 2월 24일 | 체르노빌 전투           | 키이우 공세       | 러시아의 승리 그리고 후퇴 |
| 2022년 2월 24일 | 2022년 5월 14일 | 하르키우 전투           | 동우크라이나 공세 | 우크라이나의 승리         |
| 2022년 2월 24일 | 2022년 2월 25일 | 코노토프 전투           | 동우크라이나 공세 | 러시아의 승리             |
| 2022년 2월 24일 | 2022년 4월 4일  | 수미 전투               | 동우크라이나 공세 | 우크라이나의 승리         |
| 2022년 2월 24일 |                 | 체르니히우 공방전       | 키이우 공세       | 진행 중                   |
| 2022년 2월 24일 | 2022년 3월 26일 | 오흐티르카 전투         | 동우크라이나 공세 | 우크라이나의 승리         |
| 2022년 2월 24일 | 2022년 2월 24일 | 추후이우 공군 기지 공격 | 빈칸              | 미결정                    |
| 2022년 2월 25일 | 2022년 2월 27일 | 이반키우 전투           | 키이우 공세       | 러시아의 승리             |
| 2022년 2월 25일 | 2022년 4월 4일  | 키이우 공방전           | 키이우 공세       | 우크라이나의 승리         |
| 2022년 2월 25일 | 2022년 3월 1일  | 멜리토폴 전투           | 헤르손 공세       | 러시아의 승리             |
| 2022년 2월 25일 | 2022년 3월 2일  | 스타로빌스크 전투       | 동우크라이나 공세 | 러시아의 승리             |
| 2022년 2월 25일 | 2022년 3월 11일 | 볼노바카 전투           | 동우크라이나 공세 | 러시아의 승리             |
| 2022년 2월 25일 | 2022년 2월 25일 | 밀레로보 공군 기지 공격 | 빈칸              | 미결정                    |
| 2022년 2월 26일 | 2022년 2월 26일 | 바실키우 전투           | 키이우 공세       | 우크라이나의 승리         |
| 2022년 2월 26일 | 2022년 4월 8일  | 미콜라이우 전투         | 헤르손 공세       | 우크라이나의 승리         |
| 2022년 2월 27일 | 2022년 2월 27일 | 베르댠스크 전투         | 헤르손 공세       | 러시아의 승리             |
| 2022년 2월 27일 | 2022년 2월 27일 | 지토미르 공항 공격      | 빈칸              | 미결정                    |
| 2022년 2월 27일 | 2022년 4월 4일  | 자포리자 전투           | 헤르손 공세       | 러시아의 승리             |
| 2022년 2월 27일 | 2022년 3월 8일  | 토크마크 전투           | 동우크라이나 공세 | 러시아의 승리             |
| 2022년 2월 27일 | 2022년 3월 28일 | 이르핀 전투             | 키이우 공세       | 우크라이나의 승리         |
| 2022년 2월 27일 | 2022년 3월 31일 | 부차 전투               | 키이우 공세       | 우크라이나의 승리         |
| 2022년 2월 28일 | 2022년 3월 4일  | 에네르호다르 포위전     | 헤르손 공세       | 러시아의 승리             |

## 3월
| 시작일          | 종료일          | 명칭                    | 공세              | 결과              |
| --------------- | --------------- | ----------------------- | ----------------- | ----------------- |
| 2022년 3월 2일  |                 | 호를리우카 공세         | 빈칸              | 진행 중           |
| 2022년 3월 2일  |                 | 세베로도네츠크 전투     | 동우크라이나 공세 | 진행 중           |
| 2022년 3월 2일  | 2022년 3월 13일 | 보즈네센스크 전투       | 남우크라이나 공세 | 우크라이나의 승리 |
| 2022년 3월 9일  |                 | 브로바리 전투           | 키이우 공세       | 진행 중           |
| 2022년 3월 13일 | 2022년 3월 13일 | 야보리우 군사 기지 공격 | 빈칸              | 미결정            |
| 2022년 3월 16일 | 2022년 3월 16일 | 헤르손 공항 공격        | 빈칸              | 미결정            |

## 주해
1. ↑  우크라이나 공군 기지에 대한 러시아의 공습
2. ↑  러시아와 우크라이나 모두 작전의 승리를 주장
3. ↑  러시아의 우크라이나 민간공항 공습
4. ↑  우크라이나 공군 기지에 대한 러시아의 공습
5. ↑  우크라이나 공군 기지에 대한 러시아의 공습

## 같이 보기
- 러시아-우크라이나 전쟁